# Kostel Panny Marie Bolestné (Podsrp)
Poutní kostel Panny Marie Bolestné na Podsrpu je barokní římskokatolický poutní kostel, jenž se nachází na jihovýchodním okraji Strakonic, v místní části Podsrp (součást Předních Ptákovic).

## Historie
Podnětem ke vzniku poutního místa na Podsrpu byl nález sochy Panny Marie, jež stávala na strakonickém mostě, a kterou při povodni v roce 1718 strhla voda a odnesla ji za město. Rolník, který sochu nalezl, ji postavil u svého pole a zbudoval pro ni přístřešek.
Brzy sem začali putovat věřící z širokého okolí, kteří u Panny Marie hledali přímluvu. V roce 1749 byla na místě přístřešku postavena kaple, jež však záhy nestačila svou velikostí přílivu poutníků. Musela tedy být roku 1766 rozšířena.
Dnešní barokní kostel s trojkřídlým ambitem začal stavět velkopřevor maltézského řádu hrabě Michael Ferdinand z Althannu v roce 1770. Socha Panny Marie byla na oltář slavnostně umístěna 9. září 1774. Již během výstavby kostela zde byla roku 1772 zřízena samostatná administratura. Po přifaření Předních a Zadních Ptákovic, Modlešovic, Hajské a Kapsovy Lhoty v roce 1786 pak farnost.
Duchovní správu farnosti obstarávali do roku 1929 řádoví kněží. Dnes je spravována ze Strakonic. V kostele se i dnes slouží pravidelné nedělní bohoslužby a každý rok na Bolestný pátek se zde koná pouť.

## Architektura
Poutní chrám je neorientovaná stavba podélné dispozice s téměř čtvercovou lodí. Kostel má obdélný presbytář s trojbokým zakončením, patrovou sakristii a postranní kaple. Na jeho severní straně je přistavěn kůr. Tříosé hlavní průčelí je členěno pilastry, má mírně vystupující střední rizalit a kasulové okno ve střední části.

Jednotný barokní interiér včetně deskového oltáře pochází z doby výstavby kostela.
Později byla ke kostelu vysazena od Strakonic lipová alej, z níž se do dnešních časů zachovaly již jen dvě mohutné památné lípy při silnici Strakonice – Vodňany.

## Panna Maria Podsrpenská
Dodnes existuje v české společnosti tradovaná zbožná invokace: „Panno Maria Podsrpenská!“, která vzývá Matku Boží o pomoc ve chvílích nouze i radosti. Výrazným způsobem tuto starobylou invokaci zdůraznil a veřejnosti připomněl farář Otík ve filmech režiséra Zdeňka Trošky: Slunce, seno, jahody (1984), Slunce, seno a pár facek (1989) a Slunce, seno, erotika (1991). Tato tradice se vztahuje právě k soše Panny Marie v poutním chrámu v Podsrpu.